# Diözese Sheffield

Wappen

Die Diözese Sheffield ist eine Diözese der Church of England in der Province of York. Ihr Sitz ist die Kathedrale von Sheffield in der Stadt Sheffield. Diözesanbischof ist seit 2017 Pete Wilcox.

## Gebiet
Das Gebiet der Diözese umfasst den größten Teil von South Yorkshire (mit den Städten Sheffield, Rotherham und Doncaster, aber ohne Barnsley) und dazu einen Teil des East Riding of Yorkshire und je eine Pfarrei in North Yorkshire und North Lincolnshire.
Es gibt einen Suffraganbischof in Doncaster.
Archidiakonate gibt es für Doncaster sowie Sheffield & Rotherham.

## Geschichte
Von 1901 bis 1914 war John Quirk Suffraganbischof von Sheffield. Das Bistum Sheffield wurde am 23. Januar 1914 unter König Georg V. aus Teilen des Erzbistums York errichtet. Erster Bischof der Diözese war Leonard Burrows.